# キース・エマーソン
キース・ノエル・エマーソン（英語: Keith Noel Emerson、1944年11月2日 - 2016年3月10日）は、イングランド出身のキーボーディスト、作曲家。ロックにクラシックやジャズの要素を取り入れ、シンセサイザー奏者の草分け的存在としてシンセサイザーを楽曲の中心に導入した先駆者とされる。

## 概要

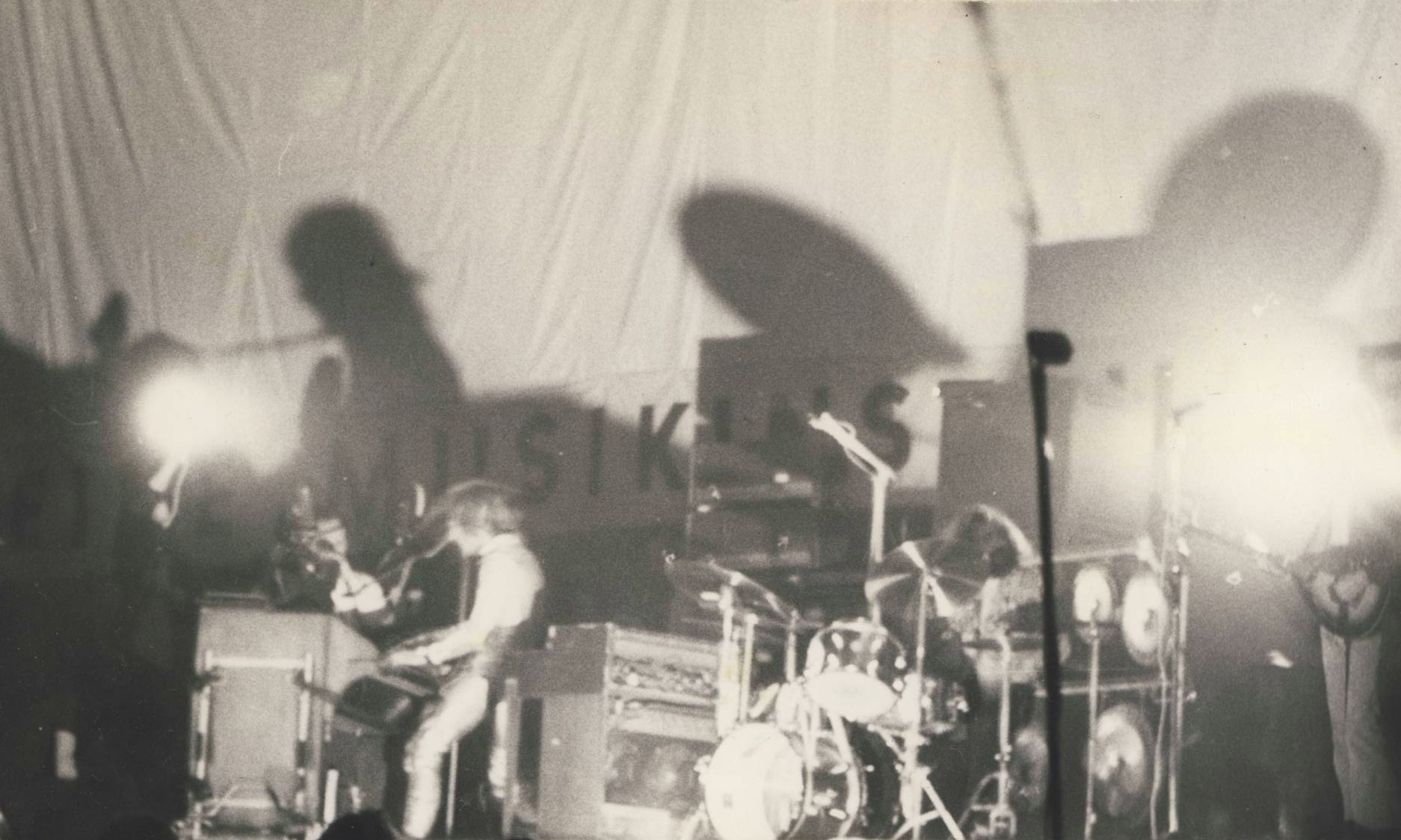
ナイス時代 (1970年)

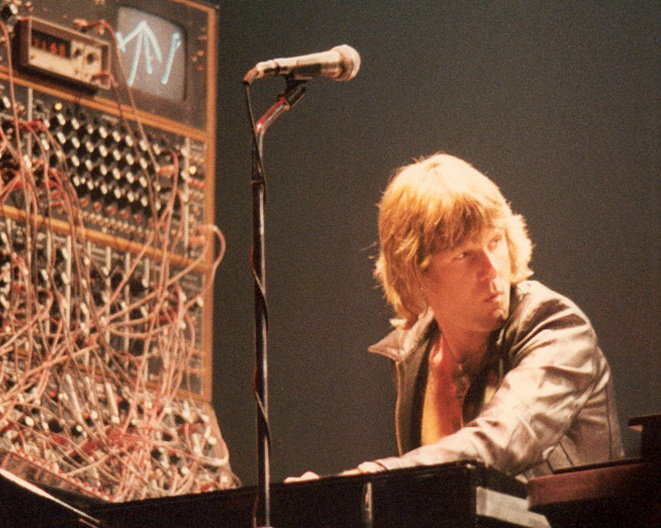
ELP時代

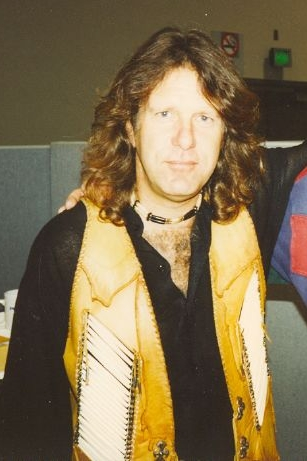
ELP解散後（1980年代半ば）

1970年代前半にイングランドのプログレッシブ・ロック・バンド「エマーソン・レイク・アンド・パーマー」(Emerson, Lake & Palmer, ELP) のメンバーとして活動し、本国イギリスやアメリカを初め、世界的な人気と知名度を獲得した。また、ロバート・モーグに開発されて間も無いシンセサイザー（モーグ・シンセサイザー）を世界に知らしめた功績でも知られる。モーグからは「ロックという分野においてシンセサイザーをどう使うかという方法論を提示した最初の人物」と評されている。

## 略歴
ヨークシャー州のトッドモーデン生まれ。終戦後にウェスト・サセックス州のワージングに転居。8歳半よりピアノのレッスンを始める。15歳の時、地元で開催されたワージング・ミュージック・フェスティバルに出場し、バッハの部で2位を獲得。本人によると、これが人生初のライブ・ステージである。
その後、ワージングで編成されたスウィング・オーケストラでジャズ・ピアノを弾き始め、同オーケストラのベーシスト/ドラマーとともにジャズ・トリオを結成し、ジャズ・クラブなどでの演奏を手がけ、1963年末にはキース・エマーソン・トリオとしてピアノトリオ演奏で初レコーディング。この時の音源が2015年に限定発売されている。学校を卒業後、地元の銀行電算機課に就職したが、バンド演奏を優先したことで解雇された。
父親に頭金を手伝ってもらいハモンドオルガンを購入すると1965年にジョン・ブラウンズ・ボディーズというバンドを結成し、ブライトンのクラブ、ポップ・インに出演し始める。共演バンドであったTボーンズのドラマーのブライアン・ウォーキーに誘われ、ロンドンに出てゲイリー・ファー&T・ボーンズに加入。マーキークラブなどで演奏するようになる。1966年にはスプーキー・トゥースの前身に相当するヴィップス (The V.I.P.'s) に引き抜かれドイツのスタークラブなどで演奏活動をしていた。しかしヴィップスは出演していたクラブオーナーに最後のコンサートの後で金を持ち逃げされてしまった。彼は英国に帰国する直前、最後のライブでP.P.アーノルドの売り出しをしていたミッキー・ザ・オー（Mickey the 'O'）と知り合った。
帰国後の1966年暮れ、解散したT・ボーンズのファーのアパートを引き継ぐと、ほどなくフランスで知り合ったミッキー・ザ・オーが住み始めた。彼の紹介でアーノルドに会いに行き、居間に置いてあったフェンダー・ローズを演奏すると、彼女にバック・バンドの結成を持ちかけられた。そこでT・ボーンズ時代の同僚のリー・ジャクソンらと4人編成のバンドを結成し、移動中の車中で彼女からナイスと名づけられた。1967年5月からパット・アーノルド・アンド・ザ・ナイスとして活動し、9月に彼女がアメリカに帰国したのを機に独立した。
1970年、元キング・クリムゾンのグレッグ・レイク、アトミック・ルースターのカール・パーマーとエマーソン・レイク・アンド・パーマー (ELP) を結成。著名なバンドのメンバーとして名を知られた3人が集結したELPはスーパーグループと呼ばれた。彼等は同年にデビューアルバム『エマーソン・レイク・アンド・パーマー』を発表。全英1位に到達した『タルカス』（1971年）、代表作とされる『恐怖の頭脳改革』（1973年）など計9枚のアルバムを発表した。
ELPの解散後、1980年代にはエマーソン・レイク・アンド・パウエル、3（スリー）などのトリオを結成して活動した。1989年にはアルメニア地震の被害を受けた人々を助けるチャリティー「ロック・エイド・アルメニア」によるシングル「スモーク・オン・ザ・ウォーター」のレコーディングに参加した。1990年にはジェフ・バクスター（ギター）、ジョン・エントウィッスル（ベース・ギター）、ジョー・ウォルシュ（ギター）、サイモン・フィリップス（ドラムス）と結成したザ・ベストのメンバーとして来日。1992年および2010年にはELPを再結成した。
ソロ・アルバムに加えて、ダリオ・アルジェント監督のホラー映画『インフェルノ』（1980年）、シルヴェスター・スタローン主演のスリラー映画『ナイトホークス』（1981年）、SFアニメーション映画『幻魔大戦』（1983年）、特撮怪獣映画『ゴジラ FINAL WARS』（2004年）などのサウンドトラックを制作した。
2011年3月11日の東日本大震災では、イギリスでニュースを見た同日に『The Land Of Rising Sun/日出ずる国へ』をサセックス州のスタジオで録音し、3月20日にYouTubeで公開、被災者に曲を捧げるとともに被災地への寄付を呼び掛けた。
2012年、ELPの組曲『タルカス』が吉松隆によってオーケストラ化され、NHK大河ドラマ『平清盛』の劇中音楽に採用された。彼はコンサートマスターを務めた荒井英治に同曲の弦楽四重奏曲への編曲を提案した。この編曲は荒井が第一ヴァイオリンを担当するモルゴーア・クァルテットの演奏によりCD化されている。
2016年3月11日未明、カリフォルニア州サンタモニカの自宅で倒れているのを同居の日本人女性が発見し通報、死亡が確認された。71歳没。当初は死因は不明とされていたものの、サンタモニカ警察は頭部を銃で自ら撃ったことによる自殺と判断、ロサンゼルス郡検視局によって自殺と断定された。訃報を受け、レイク、パーマーを初め多くのミュージシャンやアーティストから追悼コメントが寄せられた。

## 音楽性

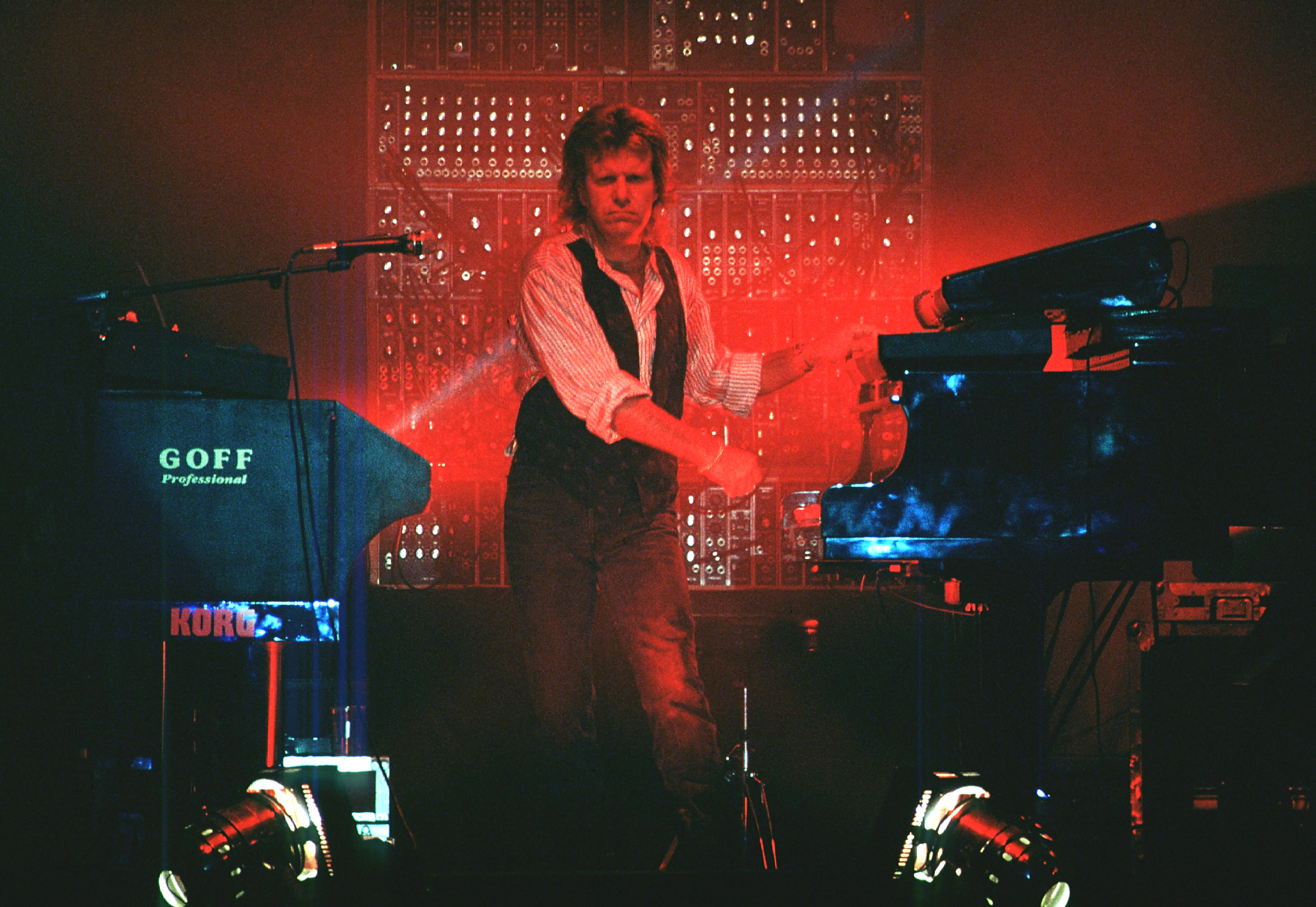
ELP再結成期（1992年）

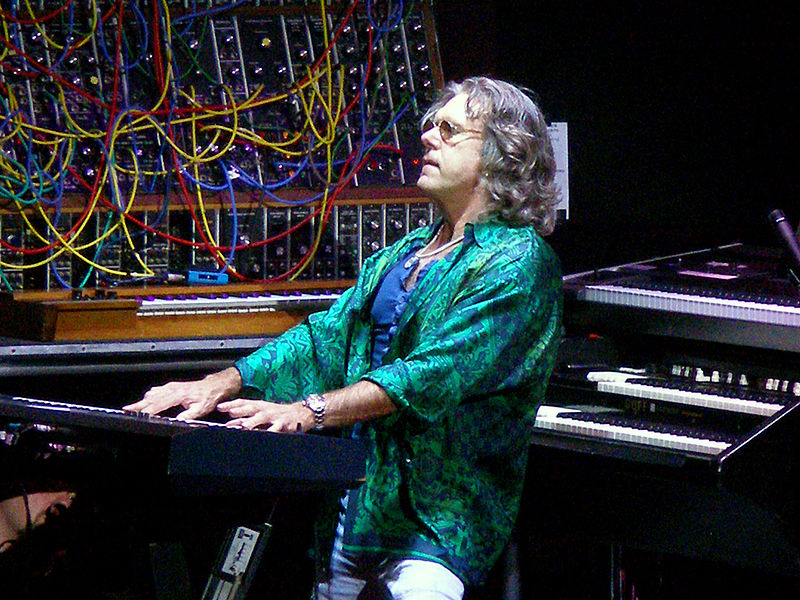
ソロライブ（2006年）

エマーソンの音楽性の根本にはジャズ、クラシック、ロックの3本の柱がある。これらの柱は、歌詞を含めて各楽曲が意図するところによってウェイトが変わるものの常に見え隠れしており、作曲から楽器の選択と使用法，奏法に至るまで彼独自の音楽の全てを大きく支配した。彼はジャズとクラシックの伝統を愛して楽器の個性に尊重と愛着の念を抱いていると公言したが、一方ではロックの独創性を追求するあまり時として後述するような奇抜で暴力的な演奏すら試み、その結果楽器を破損することも厭わなかった。
シンセサイザーを導入してからは、キーボードやフットペダルも含めて時には計10台を超える機材を段状に積み上げて三方に並べ、それらを全身を駆使して演奏するスタイルを確立。このスタイルは1980年代以降の彼のトレードマークになり、多くのライブやプロモーション・ビデオでも見ることができる。

### ハモンドオルガン
ハモンドオルガンは、彼がデビューした1960年代半ばには主にジャズで使用されていた。彼はエレクトリック・ギターに匹敵するロック向けのヘビーな音を出すというハモンドオルガンの新しい可能性を模索して、音を歪ませ、2ndまたは3rdパーカッションの音を敢えて強調するという手段をとった。
ナイス時代の初期にはL-100を用いていたが、やがてC-3を導入してレコーディングのメインキーボードとして使用し、L-100にはステージ用キーボードとしての役割を受け持たせた。また、C-3の下段鍵盤にはパーカッションが装備されていないのでC-3とL-100の間に立って両者のパーカッシヴ機能を利用した、とプレイヤー誌に答えていた。C-3には後年、MIDIの改造を施して使用し続けた。
彼はL-100を使って過激なステージングを行ったことから「オルガン（キーボード）のジミ・ヘンドリックス」と呼ばれた。電源を切ったり入れたりを繰り返してピッチを不安定にさせたり、鍵盤にナイフを突き立てて音を鳴りっぱなしの状態にしたり、本体を傾けたり持ち上げ、上に乗って揺さぶりながら前に進んだり、挙句の果てに本体を放り投げたり蹴り飛ばしていたりした。過度の衝撃を与えてスプリング・リバーブの特性である爆発音を出したり、スプリング・リバーブに手を突っ込み爆音を鳴らしたり、L-100のスピーカーとオルガンのすぐ脇にあるキーボードのモニターとして使用されているPAスピーカーを近づけてハウリングを起こさせたり、本体の下敷きになって弾いた。彼は「ピート・タウンゼントが（ギターで）やっていることと別に変わらない」「扱い方を知られるまでは嫌がらずに修理してもらえたが、知られてからは断られ続けた」と懐述している。彼が毎回壊すためスタッフが金属で本体を覆って強化したところ、重さが350ポンドぐらいから450ポンドぐらいに増え、自力では持ち上がらなくなったという。2005年のインタビューでは3台を修理不可能にしたと語っている。
自伝には、その昔マーキークラブの常連バンドだったザ・ソウル・エージェンツ（The Soul Agents）のドン・シンというオルガニストの演奏を見て刺激を受けたと書かれている。シンがオルガンを分解しながら演奏しているのを見て、意図的に痛めつける方法を思いついたという。目的はそれまで地味な存在だったキーボードとキーボーディストを目立たせるためで、ショーアップとして必要だったと述べている。音とビジュアルの相乗効果に関して試行錯誤を重ねた結果、あのようなパフォーマンスを考えだした。
ナイス時代の1968年6月26日、ロイヤル・アルバート・ホールで行われたビアフラ救済チャリティーコンサートに出演して、オルガンを蹴り飛ばして裏返しにした上にアメリカ国旗をのせて火を放ったので、同ホールから締め出されてしまった。ELPが1972年7月に後楽園球場で開催した東京公演では、日本刀を振り回して鍵盤に突き刺した。

### シンセサイザー

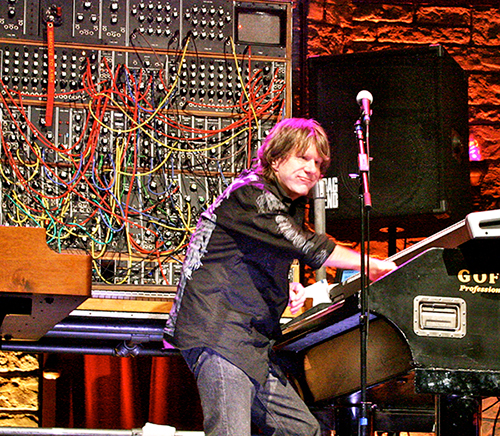
モーグ・シンセサイザーと晩年のエマーソン（2010年）

シンセサイザーを初めてロックに持ち込んだ一人として音楽史に功績を残している。その音色が初めて明らかになったのはELPのデビューアルバムの「タンク」および「ラッキー・マン」のエンディング部分でのソロにおいてであった。ライブでは、ハモンドオルガンの場合と同様に、リアルタイムで音色を作るという作業が「テクノロジーと人間との格闘」という図式を演出した。現在の音楽シーンにおいては格闘の部分は影を潜め、つまみをいじって音色を変える行為が、一つの表現形態として昇華されている。
「ピアノなどのアコースティック楽器は、音の強弱が表現できても、音質が変えられない。一方、ハモンドオルガンなどは、ある程度音質が変えられるが、鍵盤を弾くタッチで音の強弱が変えられない」と、常にフラストレーションが溜まっていたという。一説には、モーグ・シンセサイザー開発のモニター兼スタッフの一人だった。しかし『ELP四部作』（1977年）以降はもっぱらヤマハのGX-1を愛用するようになり、それ以降は様々なメーカーのシンセサイザーを使用した。彼のオリジナリティ溢れる音色も存在するのだが、1990年代になってハモンドオルガンやピアノが再び重要な位置を占めてくる。その理由として「シンセサイザーは誰が使っても同じ音が出るが、ピアノやオルガンはそうではない」と語った。
「展覧会の絵」ではミニモーグを使用した。

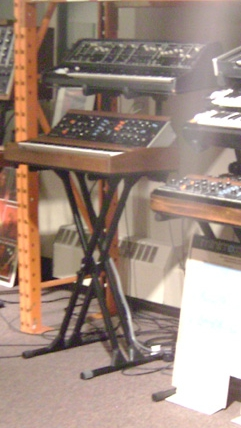
愛用していたミニ・モーグ

サンプラーには否定的な立場を取っていた。エマーソン・レイク&パウエルのレコーディング準備中にフェアライトCMIを試してみたが、「不純だ」との理由で結局レコーディングでもライブでも使用しなかった。メロトロンについても「ただテープレコーダーを鳴らしているみたいだ」と否定的だった。ELPは一時期、メロトロンをライブで使用したが、弾いたのはレイクだった。

### エレクトーン
ヤマハのGX-1を使用。

### ピアノ

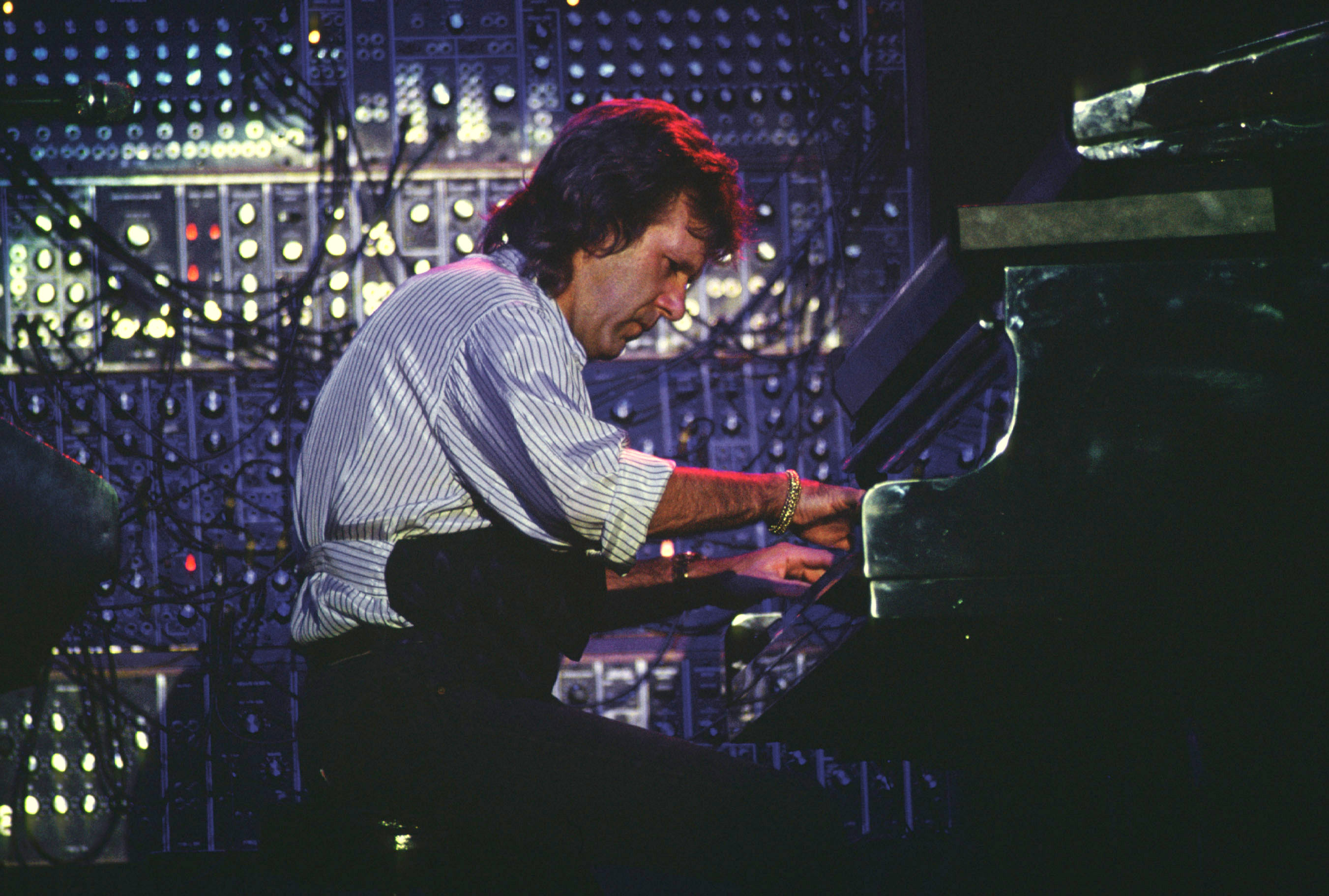
ピアノを弾くエマーソン (1992年)

最初の鍵盤楽器はピアノだったことから「ピアノに一番思い入れがある」と語っていた。クラシック奏法を極めると同時に、オールドジャズにも大きく影響を受け、ソロで様々なジャズ・ピアニストのフレーズを即興で弾いてからバンド演奏へと引き継ぐことも頻繁に行なった。左手のアルペジオを延々と繰り返し、右手でソロを弾くことも行なった。ラグタイムも取り上げた。

### ヴォーカル
ナイスのセカンド・アルバム『少年易老学難成』（1968年）の「何処から来たのだろう」「陽気なフロイド」の全篇と「リトル・アラベラ」の中間部のリード・ヴォーカルを担当した。1968年5月に開かれたRome Pop Festival 1968のステージで、オルガンを演奏しながら「何処から来たのだろう」のリード・ヴォーカルを担当している映像が残っている。

## 主な活動
時折ジャズオーケストラなどのコンサートに飛び入りし、スタンダード曲やELPの曲をジャズ風アレンジしたものなどを演奏する。
- 2002年 - 2003年
  - 元ナイスのメンバー、ベースとヴォーカルのリー・ジャクソン (Lee Jackson)とドラムのブライアン・デイヴィソン (Brian Davison 1942-2008)との再結成ツアーをイングランドとスコットランドで敢行。サポートメンバーはギターとヴォーカルのデイヴ・キルミンスター (Dave Kilminster)、ベースのフィル・ウィリアムス (Phil Williams)、ドラムのピート・ライリー (Pete Riley)
- 2004年
  - キース・エマーソン・バンドとしてギターとヴォーカルのデイヴ・キルミンスター(Dave Kilminster)、ベースのフィル・ウィリアムス (Phil Williams)、ドラムのピート・ライリー (Pete Riley)のメンバーで全米ツアー。
- 2005年10月
  - キース・エマーソン・バンドとして来日。 2004年のツアーと同メンバー。
- 2006年6月16日〜7月20日
  - メンバー・チェンジをしたキース・エマーソン・バンドとしてアメリカとヨーロッパをツアー。ギタリストのデイヴ・キルミンスターが抜け、マーク・ボニーラ(Marc Bonilla)がギターとヴォーカルを担当。
- 2007年初期
  - イタリアのナポリや中国の北京でその地域のオーケストラと共演。アルベルト・ヒナステラが作曲したバレエ音楽「エスタンシア」のフィナーレ、マランボをロック風にアレンジした曲などを演奏。
- 2007年12月10日
  - ロンドンのO2で開催されたレッド・ツェッペリン再結成コンサート / アーメット・アーティガン・トリビュートに参加し、イエスのクリス・スクワイア、アラン・ホワイト、元フリー・バッド・カンパニーのサイモン・カークとのスーパーグループでアーロン・コープランド作曲の「市民のためのファンファーレ」を斬新なアレンジで演奏し、イベントのオープニングを飾った。近年には時折ジャズ・オーケストラとスタンダードジャズやELPの曲をジャズ風にアレンジしたナンバーを演奏する。
- 2008年4月13日
  - ロン＝ティボー国際コンクールなどで優勝経歴のあるアメリカのピアニスト、ジェフリー・ビーゲル (Jeffrey Biegel) が米イリノイ州のシャンペーン゠アーバナ・交響楽団 (Champaign Urbana Symphony Orchestra)をバックに『ELP四部作』(Works, Vol.1)に収録されているエマーソン作曲のピアノ協奏曲第1番 (Piano Concerto No. 1) を演奏。エマーソンはコンサートの前に自ら曲を紹介した。
- 2008年8月20日
  - キース・エマーソン・バンド・フィーチャリング・マーク・ボニーラ(Keith Emerson Band Featuring Marc Bonilla) としてJVCからソロ・アルバムをリリースした。
- 2008年8月22日 - 9月7日
  - メンバー・チェンジをしたキース・エマーソン・バンドとしてバルト三国、ロシア、ブルガリアをツアー。マーク・ボニーラ(Marc Bonilla)に加え、新メンバーはベースのトラヴィス・デイヴィス (Travis Davis) とドラムスのトニー・ピア (Tony Pia)（ブライアン・セッツァー・オーケストラ）。エマーソンとボニーラはツアー後新譜プロモーションのためにドイツ、イギリス、イタリアを廻る。
- 2008年10月15､16､18､20日
  - ウドー音楽事務所招聘で東京と大阪で来日公演を行った。また、この際にフジテレビ系列の朝のワイドショー番組、『情報プレゼンター とくダネ!』のコーナー「小倉智昭の週刊!エンタ☆マイスター」のゲストとして10月17日に生出演し、「展覧会の絵―プロムナード (Pictures at an Exhibition-Promenade)」から始まるメドレーをボニーラと生演奏した。その他の来日メンバーはデイヴィスとピア。
- 2009年12月16日
  - ノキア・シアターで行われた、ロサンゼルスのラジオ番組95.5KLOSマーク・アンド・ブライアン主催の恒例クリスマス・コンサートにゲスト出演。ELPのKarn Evil 9「悪の教典＃9」とレッド・ツェッペリンのBlack Dog 「ブラック・ドッグ」の二曲をマーク・ボニーラ、トラヴィス・デイヴィス、グレッグ・ビソネット、エド・ロス、ロブ・ハルフォード（ジューダス・プリースト）、スラッシュ（ヴェルヴェット・リヴォルヴァー、ガンズ・アンド・ローゼズ）、ジェイソン・ボーナム（レッド・ツェッペリン　ジョン・ボーナムの息子）、スティーヴ・ルカサー（TOTO）、リー・スクラー（TOTO）などのメンバーと共演。
- 2010年1月8日
  - ハリウッドでのチャリティーイベントで長男アーロン（1970年生まれ）と初共演。これに触発されたアーロンは初めてオリジナル曲のシングルをリリースする。
- 2010年4月1日〜25日
  - レイクとキーボードとギター / ベースのみのデュオでオハイオ州を皮切りに全米ツアーを敢行。ナイス、キング・クリムゾン、ELPのナンバーを新アレンジで演奏。
- 2010年7月25日
  - ELPの一夜限りの再結成コンサートがロンドンでのイベント「ハイ・ヴォルテージ・フェスティバル (High Voltage Festival)」で実現。今後のELPとしての活動の予定はないが、その後にエマーソン&レイクとしてのヨーロッパでのツアー、および日本公演の予定が発表されている。
- 2011年3月20日
  - 日本の東日本大震災の被災者に捧げる曲「The Land Of Rising Sun （日出ずる国へ）」をメッセージ（字幕）と共にYouTubeで公開した。

## プライベート
子供はアーロン (Aaron、1970年生まれ）とデーモン（Damon、1976年生まれ）。孫は2人。元妻エリノア (Elinor)とは1993年に公式離婚。彼女は「キャロル」のドキュメンタリー映画『キャロル』（1974年）に「キース・エマーソン夫人」として出演している。
晩年は日本人のガールフレンドと共にカリフォルニア州ロサンゼルス郡サンタモニカに居住していた。

## ディスコグラフィ

### アルバム
- 『ホンキー』 - Honky (1981年)
- 『ザ・クリスマス・アルバム』 - The Christmas Album (1988年)
- 『エマーソン・プレイズ・エマーソン』 - Emerson Plays Emerson (2002年)
- 『キース・エマーソン・バンド・フィーチャリング・マーク・ボニーラ』 - Keith Emerson Band featuring Marc Bonilla (2008年)
- 『スリー・フェイツ・プロジェクト』 - The Three Fates Project (2012年) ※マーク・ボニーラ、テリエ・ミケルセンと連名

### サウンドトラック・アルバム
- 『インフェルノ』 - Inferno (1980年) ※『インフェルノ』（ダリオ・アルジェント監督・1980年）[2]
- 『ナイトホークス』 - Nighthawks (1981年) ※『ナイトホークス』（ブルース・マルムース監督・1981年）[2]
「アイム・ア・マン」では原作者の一人であるスティーヴ・ウィンウッドがヴォーカルを担当する予定だったが、彼の都合がつかないまま締め切りが迫ったので、エマーソンは自暴自棄になって泥酔状態で自分で歌った（『ミュージック・ライフ』のインタビューより）。現在入手可能なほとんどのビデオ商品では別の曲に差し替えられている。
- 『幻魔大戦』 - Harmageddon (1983年) ※アニメ映画『幻魔大戦』（りん・たろう監督・1983年）[2]
原作者のひとり平井和正は、エマーソンの音楽を絶賛している[38]。
- 『ベスト・リヴェンジ』 - Best Revenge[39] (1985年) ※『ベスト・リヴェンジ』（ジョン・トレント監督・1984年）
リヴォン・ヘルム[注釈 13]、ガース・ハドソン、ブラッド・デルプ、エインズレー・ダンバーが参加。
- 『マーダーロック』 - Murder Rock (1986年) ※『マーダーロック』（ルチオ・フルチ監督・1984年）[2]
- Iron Man Vol 1[40] (2002年) ※『アイアンマン』（テレビアニメ・シリーズ・1994年）
- 『ザ・チャーチ（デモンズ3）』 - La Chiesa (2002年) ※『デモンズ3』（ミケーレ・ソアヴィ監督・1989年）[2]
- 『ゴジラ FINAL WARS』 - Godzilla: Final Wars (2004年) [3]※『ゴジラ FINAL WARS』（北村龍平監督・2004年） 
CDのライナーノーツには、本作品の音楽を担当したのは「名誉なこと」と記されている。ただし時間の制約が厳しかったため出来栄えには不満があるという。

### 編集アルバム
- Chord Sampler[41] (1985年)
- The EMERSON Collection[42] (1986年)
- 『チェンジング・ステイツ』 - Changing State[43] (1995年)
- 『ハマー・イット・アウト』 - Hammer It Out: The Anthology[44] (2005年)
- At The Movies[45] (2005年)
- 『オフ・ザ・シェルフ』 - Off The Shelf[46] (2006年)
- Variations[47] (2023年)

### その他
- Music from Free Creek (1973年)

## 関連人物
- グレッグ・レイク - ELPのメンバー。
- カール・パーマー - ELPのメンバー。
- コージー・パウエル - エマーソン・レイク・アンド・パウエルのメンバー。
- ロバート・ベリー - スリーのメンバー。
- ロバート・モーグ - モーグ・シンセサイザーの開発者。
- 小室哲哉 - エマーソンに大きな影響を受けた。ナイス時代からのファンを自称。音楽雑誌で対談した。
- エマーソン北村（シアターブルック） - エマーソンから影響を受けた。
- 吉松隆 - 作曲家。「タルカス」をオーケストラ版に編曲[注釈 14]。
- リー・ジャクソン - ナイスのメンバー。
- ブライアン・デイヴィソン - ナイスのメンバー。